# Lepidodexia ecuatoriana
Lepidodexia ecuatoriana är en tvåvingeart som beskrevs av Guilherme A.M.Lopes 1984. Lepidodexia ecuatoriana ingår i släktet Lepidodexia och familjen köttflugor.
Artens utbredningsområde är Ecuador. Inga underarter finns listade i Catalogue of Life.